# Salario mínimo interprofesional de crecimiento en Francia
El salario mínimo interprofesional de crecimiento, más conocido bajo el acrónimo SMIC, por sus siglas en francés, antiguamente salario mínimo interprofesional garantizado (SMIG, por sus siglas en francés, Salaire Minimum Interprofessionnel Garanti), es, en Francia, el salario mínimo horario que debe ganar como mínimo cualquier asalariado de más de 18 años. Es reajustado cada 1º de enero.
A diferencia del antiguo SMIG basado en la inflación, el SMIC está revalorizado como mínimo a altura de la mitad del aumento del poder adquisitivo del salario horario de base obrera (SHBO). Puede ascender adicionalmente por decisión del Gobierno.
En julio de 2013, 13 % de la población activa estaba remunerada con SMIC, cuando existía una mayoría de mujeres. En enero de 2017, 1,65 millones de asalariados empresariales del sector competitivo (fuera de aprendices, aprendices e interinos) estaban remunerados con el SMIC, o sea un 10,6 % de los asalariados, de los cuales un 55,2 % eran mujeres.
A 1º de enero de 2018 su monto horario era de 9,88 € (frente a 9,76 € el 1º de enero de 2017), lo que corresponde a un salario bruto mensual de 1 498,47 €, sobre la base de una duración legal de trabajo de 35 horas por semana (151,67 horas por mes) y 1 148,96 € netas de cotizaciones sociales.
La idea del SMIC aparece con el final del liberalismo de los años 1930. Durante la Gran Depresión, que está ligada a una insuficiencia de la demanda, los economistas consideran que hace falta aumentar los salarios para estimular esta demanda.

## Historia
Por otra parte, la subida de los salarios es frenada por la existencia del SMIC, a causa de las bonificaciones de carga sobre los bajos salarios, incitando las empresas a no aumentar el resto de sueldos. El Ifrap compara así el porcentaje de asalariados al SMIC en Francia (16,8 %) al porcentaje estadounidense (1,5 %).[cita requerida]
Como indicador más elevado, el SMIC en Francia es el uno de los salarios mínimos más elevados de los países del OCDE (7º lugar de entre los países países de la zona euro; 5ª ubicación si se no cuentan Mónaco ni Andorra), lo que puede tener, más que en los demás países, un efecto negativo sobre el trabajo de los jóvenes y de las personas a las calificaciones débiles, para las cuales la productividad no cubre el coste del trabajo.[cita requerida]
El SMIC sucedió, en aplicación de un decreto del Primer ministro Jacques Chaban-Delmas del 2 de enero de 1970, al salario mínimo interprofesional garantizado (SMIG) —instaurado por la ley del 11 de febrero de 1950— aplicado a partir del 23 de agosto de 1970 siguiente. Después de doce años de congelación salarial, el SMIG permite nuevamente la libre negociación de los convenios colectivos. Todo procediendo simultáneamente a la liberación de los salarios.
En 1981, el SMIC mensual pasa la barrera de los 3 000 francos.
Fuertes reajustes del SMIC entre 1997 y 2005 han conducido a que el SMIC aumente porcentualmente más que el salario medio del conjunto de la población, y han desembocado a un «aplastamiento de la jerarquía de los salarios». La proporción de asalariados que reciben el SMIC en el conjunto de los asalariados pasó del 10 % en el decenio 1987-1996 a más del 16 % en 2005.
Durante los años 1990 y de los años 2000, los gobiernos han bajado igualmente las cotizaciones sobre los bajos ingresos con el fin de limitar el crecimiento del coste del trabajo de los bajos salarios, en particular al nivel del SMIC, para favorecer la contratación. Estas acciones han tenido como efecto perverso aumentar la proporción de empleados pagados al SMIC por un efecto dicho de «trampa a bajo salario».[cita requerida]
La reducción de la duración de la jornada laboral de 39 a 35 horas entre 1997 y 2002 dio lugar a la creación de cinco SMIC diferentes, que fueron reunificados de 2003 a 2005 por la ley Fillon sobre la RTT, con un modo de convergencia que ha desembocado a una fuerte revalorización del SMIC, con un aumento de poco más del 5,5 % en promedio sobre cada una de los tres años 2003-2005.

## Excepciones al SMIC
En ciertos casos, hay una reducción:
- Los menores de 17 años que tengan menos de seis meses de experiencia en el sector de actividad pueden percibir una remuneración inferior del 20 % al SMIC (lo que equivale a 7,69 € brutos por hora), y del 10 % para los menores de 18 años (8,65 € brutos por hora);
- Los jóvenes con contrato de aprendizaje perciben una remuneración que va del 25 % al 78 % del SMIC (o del mínimo del convenio) en función de su edad y de su antigüedad en el contrato de aprendizaje. Estos contratos eran 340 000 en 1997;
- Los jóvenes con contrato de profesionalización perciben una remuneración que no puede ser inferior al 55 % del SMIC para los beneficiarios de menos de 21 años y al 70 % del SMIC para los beneficiarios de 21 años y más. Estas remuneraciones no pueden ser inferiores, respectivamente, al 65 % y 80 % del SMIC, desde el momento que el beneficiario es titular de una calificación al menos igual a aquella de una selectividad profesional (baccalauréat professionnel) o de un título o diploma con fin profesional al mismo nivel;
- Los aprendices no reciben remuneración pero sí una gratificación. Si la duración de la formación es superior a dos meses consecutivos, esa gratificación es obligatoria. Es entregada a contar del primer día del primer mes de formación, y se cobra mensualmente. A 1º de enero de 2015 debía ser, como mínimo, 508,20 €. Este mínimo alcanzó 554,40 € el 1º de septiembre de 2015;
- En el departamento de Mayotte, el SMIC horario es de 7,26 € por hora desde el 1º de enero de 2015. Evoluciona en las mismas proporciones que el SMIC nacional.

Los trabajadores discapacitados que ejercen en medio ordinario o adaptado no pueden recibir una remuneración inferior al SMIC. El empresario puede recibir una ayuda estatal en función de la discapacidad del asalariado. Sin embargo, en un Establecimiento y Servicio de Ayuda al Trabajo (ESAT), la remuneración puede ser inferior al SMIC (en el límite del 55 %); el establecimiento percibe igualmente una ayuda estatal
Los trabajadores a tiempo parcial, los contratados con el Contrato de Duración Determinada (CDD) y los asalariados desplazados no pueden percibir una remuneración inferior al SMIC horario.
Se excluyen del cálculo los gastos, las primas y las horas extraordinarias.
El convenio colectivo de las asistentes maternales prevé que su remuneración horaria de base pueda ser inferior a aquella del SMIC, lo que mayoritariamente ocurre.
Nota: La CAF suspende los subsidios a los padres empleadores tan pronto como la remuneración de la niñera exceda las cinco horas de salario mínimo por una jornada laboral de ocho horas. Más allá del convenio colectivo, es el PAJE el que limita el importe de la remuneración de los cuidadores a un nivel muy inferior al salario mínimo. En la práctica, los salarios de 2,8 euros netos por hora son habituales.

## Revalorización
El incremento anual del SMIC corresponde al menos a la inflación observada el año anterior sobre la base de la variación del índice de precios al consumo (IPC) para «hogares urbanos encabezados por trabajadores o empleados, excluido el tabaco», más el 50 % del aumento del poder adquisitivo del salario básico por hora (SHBO). El Gobierno tiene la posibilidad de incrementar aún más el salario mínimo (por encima de esos índices), sin que lo haya hecho desde 2007.
Además, si la inflación registrada entre el 1 de enero y el último mes conocido (N-1) supera el 2 %, el salario mínimo se revaloriza automáticamente en el mes N+1 en el porcentaje de inflación producida.
El aumento del salario mínimo es frecuentemente una cuestión sindical, como lo demuestra la demanda de la CGT de un salario mínimo de 1 700 euros brutos al mes.[cita requerida]

## Evolución reciente del SMIC horario bruto en euros
| Fecha aparición en el JJOO | Importe horario   | Evolución | Inflación | Porcentaje real | Gobierno y partido | Gobierno y partido |
| --- | ----------------- | --------- | --------- | --------------- | ------------------ | ------------------ |
| 30 de junio de 1995 | 5,64 €            | + 4,06 %  | + 1,7 %   | + 2,29 %        | Juppé, RPR         |                    |
| 28 de abril de 1996 | 5,75 €            | + 1,95 %  | + 2,49 %  | – 0,59 %        | Juppé, RPR         |                    |
| 28 de junio de 1996 | 5,78              | + 0,52 %  | – 0,30 %  | + 0,82 %        | Juppé, RPR         |                    |
| 27 de junio de 1997 | 6,01 €            | + 3,98 %  | + 1,2 %   | + 2,73 %        | Jospin, PS         |                    |
| 26 de junio de 1998 | 6,13 €            | + 2,00 %  | + 0,81 %  | + 1,17 %        | Jospin, PS         |                    |
| 2 de julio de 1999 | 6,21 €            | + 1,31 %  | + 0,4 %   | + 0,91 %        | Jospin, PS         |                    |
| 30 de junio de 2000 | 6,41 €            | + 3,22 %  | + 1,79 %  | + 1,37 %        | Jospin, PS         |                    |
| 29 de junio de 2001 | 6,67 €            | + 4,06 %  | + 1,96 %  | + 2,02 %        | Jospin, PS         |                    |
| 28 de junio de 2002 | 6,83 €            | + 2,40 %  | + 1,63 %  | + 0,73 %        | Raffarin, UMP      |                    |
| 28 de junio de 2003 | 7,19 €            | + 5,27 %  | + 1,89 %  | + 3,28 %        | Raffarin, UMP      |                    |
| 2 de julio de 2004 | 7,61 €            | + 5,84 %  | + 2,10 %  | + 3,62 %        | Raffarin, UMP      |                    |
| 30 de junio de 2005 | 8,03 €            | + 5,52 %  | + 2,41 %  | + 2,98 %        | Villepin, UMP      |                    |
| 1 de julio de 2006 | 8,27 €            | + 2,99 %  | + 1,91 %  | + 1,02 %        | Villepin, UMP      |                    |
| 1 de julio de 2007 | 8,44 €            | + 2,06 %  | + 1,10 %  | + 0,94 %        | Fillon, UMP        |                    |
| 1 de mayo de 2008 | 8,63 €            | + 2,25 %  | + 3,47 %  | – 1,3 %         | Fillon, UMP        |                    |
| 1 de julio de 2008 | 8,71 €            | + 0,93 %  | + 0,14 %  | + 0,79 %        | Fillon, UMP        |                    |
| 1 de julio de 2009 | 8,82 €            | + 1,26 %  | – 0,73 %  | + 2 %           | Fillon, UMP        |                    |
| 1 de julio de 2010 | 8,86 €            | + 0,45 %  | + 0,50 %  | – 0,05 %        | Fillon, UMP        |                    |
| 1 de enero de 2011 | 9,00 €            | + 1,58 %  | + 1,77 %  | – 0,22 %        | Fillon, UMP        |                    |
| 1 de diciembre de 2011 | 9,19 €            | + 2,11 %  | + 2,73 %  | – 0,68 %        | Fillon, UMP        |                    |
| 1 de enero de 2012 | 9,22 €            | + 0,33 %  | − 0,36 %  | + 0,69 %        | Fillon, UMP        |                    |
| 1 de julio de 2012 | 9,40 €            | + 1,95 %  | + 0,94 %  | + 0,99 %        | Ayrault, PS        |                    |
| 1 de enero de 2013 | 9,43 €            | + 0,32 %  | + 0,25 %  | + 0,07 %        | Ayrault, PS        |                    |
| 1 de enero de 2014 | 9,53 €            | + 1,06 %  | + 0,65 %  | + 0,4 %         | Ayrault, PS        |                    |
| 1 de enero de 2015 | 9,61 €            | + 0,84 %  | − 0,38 %  | + 1,22 %        | Valls, PS          |                    |
| 1 de enero de 2016 | 9,67 €            | + 0,63 %  | 0 %       | + 0,63 %        | Valls, PS          |                    |
| 1 de enero de 2017 | 9,76 €            | + 0,93 %  | + 0,5 %   | + 0,43 %        | Cazeneuve, PS      |                    |
| 1 de enero de 2018 | 9 88 €            | + 1,24 %  |           |                 | Philippe, LREM     |                    |
| Balance 1995-2017 | Balance 1995-2017 | + 73,05 % | + 35,32 % | + 27,88 %       |                    |                    |
| Fuentes : columnas 1 y 2 : Gobierno ; columna 3 : Insee; columna 4 : cálculo del porcentaje de evolución en funciones del porcentaje de inflación. |                   |           |           |                 |                    |                    |

Entre los países de la OCDE, Francia tiene uno de los salarios mínimos más altos, ya sea como porcentaje del salario medio, como porcentaje del salario medio o del poder adquisitivo.
En 2000, Francia ocupaba el tercer lugar entre los 24 países de la OCDE (56,1 %), después de Irlanda (67,5 %) y Australia (58,2 %), en cuanto a la relación entre salario mínimo y salario medio de los empleados a tiempo completo. De 2004 a 2009, Francia ocupó el segundo lugar entre los 24 países (60,1 % en 2009), detrás de Turquía (71,3 % en 2009). En el mismo año, el ratio fue del 37,1 % en Estados Unidos e incluso inferior (alrededor del 20 %) en México.
Como porcentaje de los ingresos medios, Francia ocupó el cuarto lugar en 2000 (45,1 %), después de Irlanda (58,5 %), Australia (50,1%) y Nueva Zelanda (45,2%). De 2001 a 2009, Francia ocupó el segundo lugar, después de Australia de 2001 a 2005 y Nueva Zelanda de 2006 a 2009 (51,6 % en Nueva Zelanda en 2009 frente a 48 % en Francia y 27 % en Estados Unidos).
Francia es también, después de Bélgica, Luxemburgo, Irlanda y los Países Bajos, uno de los países con el salario mínimo más alto. Además, en los Países Bajos, además del salario mínimo, existe un bono vacacional adicional del 8 %, que eleva su salario mínimo a 1 604,45 euros brutos al mes (19 253 euros al año).
Los aumentos del salario mínimo, que son más rápidos que los aumentos del salario medios, han dado lugar a un aumento del porcentaje de empleados a los que se les paga el salario mínimo. La cuota cayó de poco más del 8 % en 1993 al 14,5 % en 200831 antes de volver a caer al 9,8 % el 1 de enero de 2010. La comparación con los Estados Unidos muestra que en Francia la proporción de empleados de 25 a 55 años de edad remunerados con el salario mínimo es muy alta, mientras que en los Estados Unidos el salario mínimo se refiere principalmente a los jóvenes menores de 25 años de edad, que realizan trabajos ocasionales o comienzan con un salario relativamente bajo que aumenta rápidamente con la edad.

## Número de asalariados al SMIC en Francia

### Evolución desde 1987
El porcentaje de trabajadores pagados con el SMIC horario en los sectores cubiertos por las encuestas de ACEMO (excluyendo el sector del empleo temporal, los trabajadores agrícolas, los trabajadores domésticos, los funcionarios del de la administración pública estatal y local, el sector hospitalario público, y los aprendices; que no están sujetos a la legislación sobre el salario mínimo), que fluctuó entre el 10 % y el 11 % en los años 1987 y 1990, descendió al 8,1-8,2 % en 1993-1994. Luego aumentó irregularmente hasta el 16,3 % en 2005 y luego disminuyó ligeramente: 15,1 % en julio de 2006, 12,9 % en 2007 y 14,1 % en 2008.

### Asalariados al SMIC en julio de 2008
Al 1 de julio de 2008, 3,37 millones de personas percibían el SMIC en Francia, lo que equivalía al 14,5 % de los asalariados. Constituían el 41,4 % de los asalariados del sector doméstico, el 33,2 % de los asalariados de los servicios personales, el 31,3 % de los empleados agrícolas, el 22,1 % de los asalariados de la industria agroalimentaria y el 9,4 % de los funcionarios del Estado, del sector hospitalario público y de las colectividades locales. A esa fecha, pocas personas percibían el SMIC en el sector de la energía (0,3 % de los asalariados) o en la industria automovilística (1,4 % de los asalariados).
Estimaciones del número de asalariados al SMIC a 1 de julio de 2008 (millares):
| Trabajo asalariado                                           | ×      | Proporción de asalariados con SMIC | =      | Número de asalariados con SMIC |       |
| ------------------------------------------------------------ | ------ | ---------------------------------- | ------ | ------------------------------ | ----- |
| Emprendidas no agrícolas, contratados indefinidamente        | 15 530 | ×                                  | 14,1 % | =                              | 2 190 |
| Sector del empleo temporal                                   | 680    | ×                                  | 24,2 % | =                              | 160   |
| Asalariados agrícolas                                        | 330    | ×                                  | 29,4 % | =                              | 100   |
| Sector doméstico                                             | 710    | ×                                  | 41,4 % | =                              | 320   |
| Estado, sector hospitalario público y colectividades locales | 5 930  | ×                                  | 10,4 % | =                              | 620   |
| Total                                                        | 23 180 | ×                                  | 14,5 % | =                              | 3 370 |

Estas cifras no incluyen a  los aprendices (420 000 al final de junio de 2008). Estos últimos son sometidos efectivamente a reglas específicas en términos de salario mínimo.
Debido a cambios en el método de cálculo, los datos sobre el sector del trabajo temporal, los asalariados agrícolas y el sector doméstico no son  directamente comparables a aquellas publicadas anteriormente para el 1 de julio de 2007. Los datos sobre la proporción de asalariados implicados por la revalorización del SMIC no son  estrictamente comparables entre el periodo 2003-2005 y los años anteriores y posteriores.

### SMIC y tiempo parcial
A 1 de julio de 2008, un tercio (33,5 %) de los asalariados pagados al SMIC horario en los sectores cubiertos por las encuestas ACEMO trabajaban a tiempo parcial. Los asalariados a tiempo parcial constituían 53,9 % de los asalariados de los servicios a los particulares y 52,3 % de los asalariados de las industrias agroalimentarias, pero no eran que 0,6 % en el sector de la energía y 2,4 % en la industria automovilística.
Para luchar contra el fenómeno de los trabajadores pobres, los ecologistas proponen la creación de un SMIC mensual además del SMIC horario calculado como el 80 % del SMIC mensual a 35 horas, lo que volvería a aumentar fuertemente el SMIC horario de las personas a tiempo parcial.

## Crítica
El SMIC, a causa de su nivel elevado, impide el ajuste entre la oferta de trabajos (por las empresas) y la demanda de trabajos.[cita requerida]
Los mercados del trabajo implicado por este problema son aquellos de los trabajos poco calificados (cuya productividad es inferior al coste del SMIC para el empresario), donde justamente el paro en Francia es elevado. Esta teoría es puesta en cuestión a veces por la economía de países como Países Bajos o Bélgica que tienen un salario medio y un salario mínimo superiores que en Francia (mínimo bruto a 1 de enero de 2014 de 1 485,60 € + 8 % de prima vacaciones para Países Bajos, por ejemplo) y una tasa de paro bastante inferior (4,2 % en 2011 en Países Bajos) o cercano (7,7 % en 2011 en Bélgica) y menos materias primas que en Francia..
Según un informe del Consejo de análisis económico de Philippe Aghion, Gilbert Esta, Élie Cohen y Jean Pisani-Ferry de 2007, el nivel elevado del SMIC penaliza el trabajo de los jóvenes: «El […] coste del trabajo representa para los jóvenes sin formación una barrera significativa, acentuada por el aumento rápido del nivel relativo del SMIC durante los últimos años. Por lo tanto, sería aconsejable reexaminar lo que podría lograrse mediante la modulación en función de la experiencia o de la edad del salario mínimo de los jóvenes menores de 25 años cuyo nivel de formación sea inferior al del bachillerato.»
El SMIC impide la creación de trabajos de poco valor añadido, que podrían ocupar numerosos desempleados. Ha sido así comparado a una máquina a excluir. Los críticos del SMIC argumentan que existen otras formas de redistribución de la renta que son menos perjudiciales para el empleo porque distorsionan menos el mercado de trabajo (por ejemplo, la prima de empleo, el impuesto negativo, o la renta básica universal).[cita requerida]
Por último, en Alemania, donde durante mucho tiempo no ha existido un salario mínimo nacional, la tasa de pobreza (definida como la tasa del 60 % de los ingresos medios, es decir, 950 euros en Alemania por 935 euros en Francia en 2011) de los empleados aumentó más rápidamente que en Francia durante el período 2006-2012 (14 % en Francia por 15,8 % en Alemania). El poco aumento de los salarios bajos llevó al Gobierno alemán a considerar la introducción de un salario mínimo.